# Ґлувчевиці
Ґлувчевиці (пол. Główczewice) — село в Польщі, у гміні Бруси Хойницького повіту Поморського воєводства.
Населення — 241 особа (2011).
У 1975-1998 роках село належало до Бидгощського воєводства.

## Демографія
Демографічна структура станом на 31 березня 2011 року:
|          | Загалом | Допрацездатний вік | Працездатний вік | Постпрацездатний вік |
| -------- | ------- | ------------------ | ---------------- | -------------------- |
| Чоловіки | 126     | 38                 | 73               | 15                   |
| Жінки    | 115     | 39                 | 51               | 25                   |
| Разом    | 241     | 77                 | 124              | 40                   |